# Let's Cheers to This
Let's Cheers to This is het tweede studioalbum van de Amerikaanse punkband Sleeping With Sirens.

## Nummers
| 1.                 | Do It Now Remember It Later     | 3:23 |
| 2.                 | If You Can't Hang               | 4:10 |
| 3.                 | Who Are You Now                 | 4:17 |
| 4.                 | Four Corners and Two Sides      | 3:18 |
| 5.                 | A Trophy Father's Trophy Son    | 3:42 |
| 6.                 | Fire                            | 3:47 |
| 7.                 | Tally It Up: Settle the Score   | 3:35 |
| 8.                 | Your Nickel Ain't Worth My Dime | 2:48 |
| 9.                 | Postcards and Polaroids         | 3:14 |
| 10.                | All My Heart                    | 4:39 |
| 11.                | Let's Cheers to This            | 3:40 |
| Totale duur: 40:40 |                                 |      |